# カタリーナ・フォン・ブラウンシュヴァイク＝リューネブルク
カタリーナ・フォン・ブラウンシュヴァイク＝リューネブルク（ドイツ語：Katharina von Braunschweig-Lüneburg, 1395年 - 1442年12月28日）は、ザクセン選帝侯フリードリヒ1世の妃。

## 生涯
カタリーナはブラウンシュヴァイク＝リューネブルク公ハインリヒ1世とその最初の妃ゾフィー・フォン・ポンメルン（ポンメルン公ヴァルティスラフ6世の娘）との間の唯一の娘である。
1402年5月8日に7歳でマイセン辺境伯継嗣であったフリードリヒ1世と結婚した。フリードリヒ1世は1423年に、断絶したアスカニア家のあとをうけてザクセン選帝侯となった。フリードリヒ1世は1425年のフス戦争において、ブリュクスで軍の大部分を失った。フリードリヒ1世が留守の間、カタリーナは2万人からなる新たな軍を組織し支援に向かわせたが、1426年にウースチー・ナド・ラベムの戦いで敗北を喫した。
カタリーナは夫とともに住んでいたが、一人でいることの方が多く、ライスニヒのミルデンシュタイン城で多くの時間を過ごした。ミルデンシュタイン城はザクセン選帝侯の第二の居城として発展していった。

## 子女
- カタリーナ - 早世
- フリードリヒ2世（1412年 - 1464年） - ザクセン選帝侯
- ジギスムント（1416年 - 1471年） - ヴュルツブルク司教
- アンナ（1420年 - 1462年） - 1433年にヘッセン方伯ルートヴィヒ1世と結婚
- カタリーナ（1421年? - 1476年） - 1441年にブランデンブルク選帝侯フリードリヒ2世と結婚
- ハインリヒ（1422年 - 1435年）
- ヴィルヘルム3世（1425年 - 1482年） - テューリンゲン方伯、名目上のルクセンブルク公も兼ねた。